# Philippe-Christophe de Kœnigsmark
Pour les articles homonymes, voir Kœnigsmark.
Philippe Christophe Comte de Kœnigsmark, né le 14 mars 1665 à Stade, assassiné le 11 juillet 1694 à Hanovre, est un officier supérieur de cavalerie de la cour de Hanovre.

## Biographie

### Enfance
Philippe Christophe comte de Kœnigsmark était le petit-fils du maréchal suédois le comte Hans Christoff de Kœnigsmark. Il était fils de Kurt Christoph comte de Kœnigsmark (1634-1673) et de Marias Christine de Wrangel (1628-1691). Son oncle était Otto Wilhelm comte de Kœnigsmark, son frère Charles-Jean comte de Kœnigsmark, et sa sœur Marie-Aurore de Kœnigsmark, maîtresse du roi Auguste le Fort de Pologne et électeur de Saxe.

### Liaison avec Sophie-Dorothée
Philippe-Christophe aime depuis son enfance la princesse héritière Sophie-Dorothée de Brunswick-Lunebourg, duchesse de Celle (ou Zelle). Le 21 novembre 1682, elle se marie à l'âge de seize ans avec son cousin, le prince Georges-Louis de Brunswick-Lunebourg (électeur de Hanovre depuis 1698, il hérite du trône d'Angleterre en 1714 devenu George Ier de Grande-Bretagne). Ce mariage malheureux allait décider le jeune Kœnigsmark à partir en voyage et à s'engager dans la cavalerie impériale. 

### Rencontre avec la comtesse de Platen
De retour, Philippe-Christophe, gentilhomme brave, beau et élégant, est courtisé par Clara Elisabeth von Platen, femme du maréchal du palais et favorite du duc Ernest-Auguste, électeur de Hanovre, ivrogne et aimant la bonne chère. De 17 ans son cadet, la Platen a l'œil sur Königsmarck soit pour elle-même, soit pour sa fille (probablement les deux). On ne sait pas si elle a eu une relation sexuelle avec lui. Néanmoins, des rumeurs d'une prétendue relation entre la comtesse et maîtresse-en-titre de l'électeur et le jeune courtisan ont atteint la cour impériale de Vienne. En janvier 1694, elle tenta de marier sa fille Sophie Charlotte, bâtard officieux de l'électeur avec sa maîtresse, au comte, mais Königsmarck, qui aime toujours Sophie-Dorothée, la femme du prince héréditaire George depuis mars 1692, refusa. Mariée à son cousin germain mal-aimé pour des raisons purement héréditaires et dynastiques, elle ne peut pas résister à la tentation, des lettres enflammées adressées à Philippe sont, dit-on : « encore brûlantes sur le papier… » À cause de cette insulte du comte Königsmarck, Clara Elisabeth von Platen révéla à l'électeur Ernest-Auguste que sa belle-fille était infidèle. 
L'aventure des amants est bientôt de notoriété publique. Par souci de la raison d'État et de la réputation de la dynastie, surtout par souci de la naissance d'enfants illégitimes, la relation secrète s'est transformée en affaire d'État. 
Jalouse et commençant à atteindre l'âge mûr, la comtesse de Platen réussit à éloigner Philippe-Christophe de la cour de Hanovre. Aventurier, il s'engage avec le grade de colonel général sous les ordres d'Auguste de Saxe commandant l'armée impériale, et se couvre de gloire en Hongrie. De retour, il retrouve la comtesse de Platen et Sophie-Dorothée. Il commet l'erreur de refuser plusieurs fois sa couche à la comtesse de Platen. Des scènes violentes ont lieu dans le palais électoral, le prince héréditaire Georges-Louis tente d'étrangler sa femme Sophie-Dorothée. Elle prend la fuite, et demande asile à sa famille, qui, ne jurant que par le conseiller Bernstorff, la reçoit fort mal, et la renvoie à Hanovre.

### Le drame

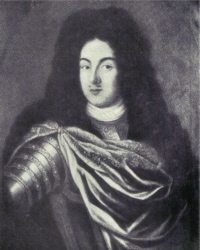
Philippe-Christophe comte de Kœnigsmark.

Philippe-Christophe demande 2 000 couronnes aux parents de Sophie-Dorothée pour s'enfuir avec elle à la cour de Wolfenbuttel, pour l'épouser, sous la sauvegarde de sa fidèle Knesebeck et de six trabans (gardes du souverain). Il reçoit une lettre de Mlle de Knesebeck la demoiselle d'honneur, et pensant à une réponse positive, il se rend une nuit du mois de juillet 1694, dans les appartements de Sophie-Dorothée. Étonnée, celle-ci parcourt le billet qu'elle n'avait pas écrit, et comprit qu'il s'agissait d'un faux donc d'un guet-apens. La comtesse de Platen se rend au chevet de Ernest-Auguste qui dormait, lui explique que le comte de Kœnigsmark commettait chez sa bru le délit d'adultère. Elle lui fait signer un ordre de mort, et donne l'ordre à quatre trabans de la suivre. Les trabans se jettent sur Philippe-Christophe et lui donnent des coups de sabre.
Le corps de Philippe-Christophe disparut. Aurore de Kœnigsmark aidée par les serviteurs du comte, réclame des explications, et menace de rompre les relations diplomatiques avec Hanovre. Les investigations restent vaines, et les rumeurs les plus folles circulent. Selon certaines rumeurs encore vivantes, le comte aurait été jeté dans un four, ou le squelette aurait été retrouvé sous le parquet d'un cabinet de toilette du château vers 1727, selon Horace Walpole.

« La fureur le saisit : il fit arrêter le comte et tout de suite jeter dans un four chaud. Aussitôt après il renvoya sa femme à son père, qui la mit en un de ses châteaux, gardée étroitement par des gens du duc de Hanovre. »

## Chanson populaire
Avec ces amours, une chanson populaire qui fit scandale, et sera chantée dans toutes les provinces alentour. Ci-dessous le deuxième couplet retraçant les étreintes de Philippe-Christophe et de Sophie-Dorothée.
« Wer geht so spät zu Hofe,

Da alles längst im Schlaf?

Im Vorsaal wacht die Zofe –

Schon naht der schöne Graf.

Er sprach: „Eh ich nach Frankreich geh,

Muß ich sie noch umarmen,

Prinzessin Dorothee.“
 »
« Qui va si tard à la cour,

Depuis longtemps dans le sommeil ?

Dans la salle veille la gouvernante -

Déjà approche le beau comte.

Il dit : « avant de partir pour la France,

Je dois encore vous embrasser,

Princesse Dorothée.
 »

## Filmographie
- Kœnigsmark, film de Léonce Perret sorti en 1923 ;
- Kœnigsmark, film de Maurice Tourneur sorti en 1935 ;
- Sarabande, film de Basil Dearden sorti en 1948 ;
- Kœnigsmark, film de Solange Térac sorti en 1953 ;
- La Dernière Nuit de Kœnigsmark, film de Stellio Lorenzi, Alain Decaux et André Castelot sorti en 1959.

## Littérature
- Kœnigsmark, roman de Pierre Benoit paru en 1918 ;
- Aurore, le sang des Kœnigsmark est un roman de Juliette Benzoni paru en 2007.